# Представление (философия)
Представле́ние (repraesentatio, нем. Vorstellung) — чувственный образ предметов, данный сознанию, сопровождающийся, в отличие от восприятия, чувством отсутствия того, что представляется. Различают представления памяти и воображения. Представлением также называется соответствующий психический процесс.
В более широком значении словом представление означается всякое воспроизведённое памятью состояние сознания: например, исчезнувшее чувство может быть воспроизводимо памятью в качестве представления. Таким образом представление обозначает вторичное, воспроизведённое состояние сознания следовательно от первичного (ощущения, чувства и т. д.).
Представление есть термин психологический и логический.
В логике представление отличают от понятия; первоначальное представление образуется совершенно непроизвольно, будучи простым следом первичных душевных состояний; в так называемом общем представлении заметна уже работа мысли, ибо оно соответствует целому ряду сходных предметов. Логика различает несколько видов представления (общие, отвлечённые и т. д.) и отличает их от понятия, причём общими представлениями называет группу изменчивых воспоминаний о сходных предметах; понятия, напротив того, характеризуются определённостью и постоянством.
Психологический взгляд на представление излагается в учении об ассоциациях и в учении о памяти вообще.

## История понятия
Иммануил Кант в «Критике способности суждения» определяет прекрасное через чувство удовольствия от представления. При этом представление необходимо находиться в воображении (Einbildungskraft) и может быть тождественно идее.
Артур Шопенгауэр вынес «представление» в название своей работы «Мир как воля и представление» (1819)
Особенное значение термин представление имеет в философии и психологии Гербарта, который в представлении видит основной факт психической жизни. «Представления, — говорит Гербарт, — становятся силами, сопротивляясь друг другу. Это происходит тогда, когда сходятся вместе несколько противоположных представлений». («Основания психологии», I гл., § 10). Исходя из положения, что представления суть самостоятельные силы, Гербарт строит своеобразную статику и динамику представлений.